# Dicromantispa synapsis
Dicromantispa synapsis är en insektsart som beskrevs av Hoffman in Penny 2002. Dicromantispa synapsis ingår i släktet Dicromantispa och familjen fångsländor. Inga underarter finns listade i Catalogue of Life.